# Manchu-tungusspråk
Manchu-tungusspråk är ett språk som är en av de tre huvudgrupperna i den omstridda altaiska språkfamiljen. Den delas in i två grupper: en nordlig (tungusisk) och en sydlig (som i sin tur delas upp i en sydvästlig och en sydöstlig).